# Potamorhina laticeps
Potamorhina laticeps is een straalvinnige vissensoort uit de familie van de brede zalmen (Curimatidae). De wetenschappelijke naam van de soort is voor het eerst geldig gepubliceerd in 1850 door Valenciennes.